# 中南屋
中南屋是一家哥伦比亚大学国际发展项目孵化的、致力于世界公民教育的社会企业，2014年始创于肯尼亚，现总部位于中国上海。中南屋关注野生动物保护、中非交流等议题，创始人为毕业于复旦大学新闻学院的黄泓翔。“中南屋”三字中的“中”释义为“中国”、“南”释义为“一带一路”，“屋”释义为“对话与交流的空间”。

## 争议事件

### 未经授权使用素材
2014年，中南屋曾未经许可使用联合国环境规划署Logo。后联合国环境规划署回应称，从未参与其项目，并对盗用Logo的行为保留进一步的法律权利。

### 遭自媒体赛雷话金举报为境外间谍
2021年10月26日，自媒体“赛雷话金”发布《中國人的碗裡裝著亞馬遜的未來？上一個說這話的人...》视频，质疑中南屋“借环保、人权之名抹黑中国”。赛雷称中南屋帮助广州非洲人融入中国的项目不合适，没有尊重当地人；并指中南屋很多环保主题的文章是在记述中国负面问题或详述西方媒体的抹黑言论。赛雷在视频中还称中南屋的创始人为“二鬼子”。该视频也被中国共青团转发，观看量超过500万。中南屋随后回应：称赛雷选择性呈现和曲解了中南屋的文章；中南屋“从没有拿过西方反华势力一分钱”，其工作经常得到中国驻外使馆等有关部门的支持和鼓励，仅希望透过国际交流和调研，“减少外界对中国的误解与偏见，在国际上讲好中国故事”；并指事件发生后工作人员及其家人受到“网暴”乃至人身威胁，故已于近日搜集证据向警方报案。